# Ortodontia

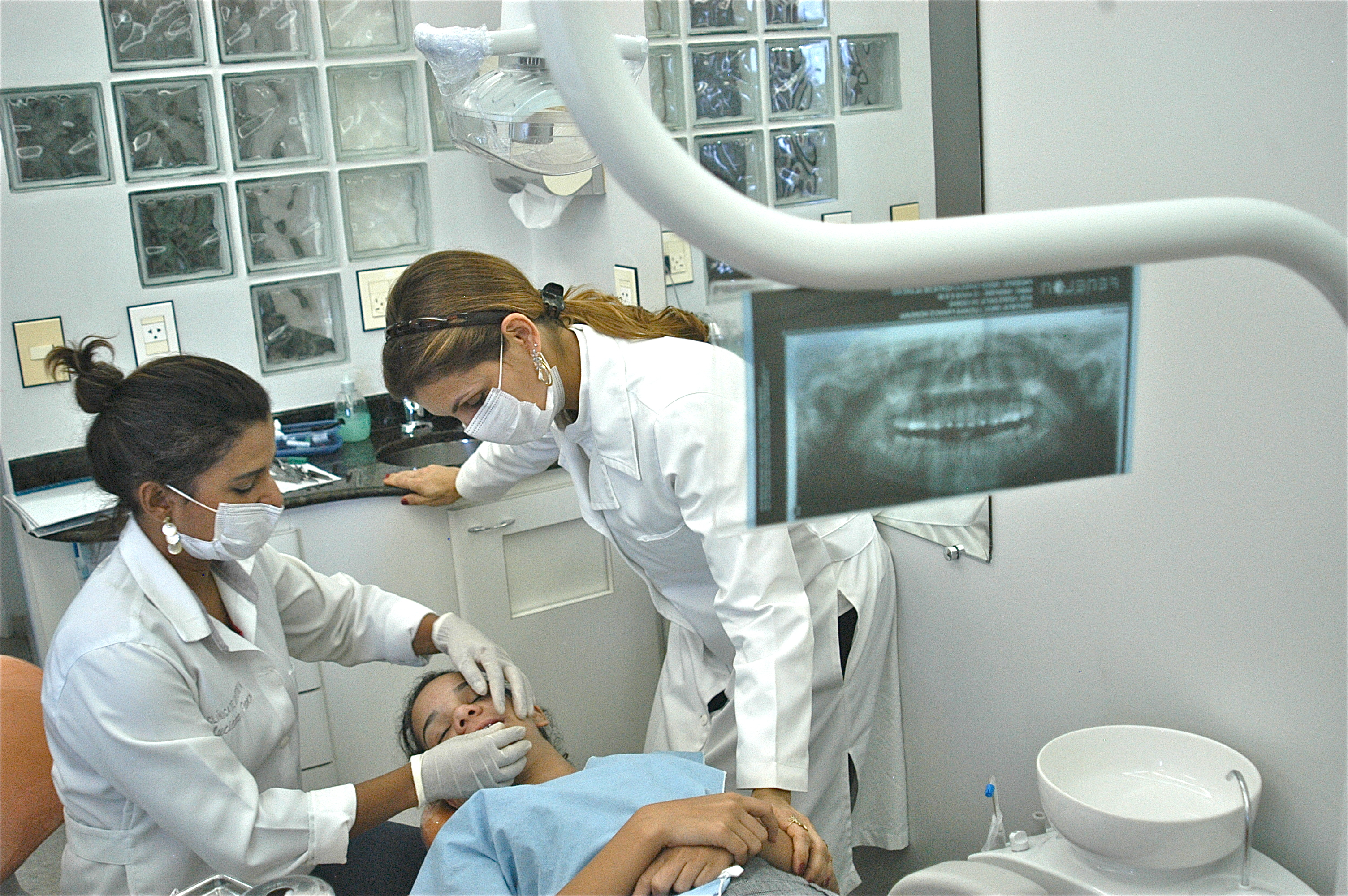
Especialista e auxiliar ajustando aparelho ortodôntico.

A Ortodontia é a especialidade da Odontologia relacionada ao estudo, prevenção e tratamento dos problemas de crescimento, desenvolvimento e amadurecimento da face, dos arcos dentários e da oclusão, ou seja, disfunções dento-faciais.

## Tipos de Ortodontias
Existem três tipos básicos de ortodontia quando classificamos quanto o momento da abordagem, a ortodontia preventiva, a interceptativa e a corretiva.
A Ortodontia Preventiva, se baseia na prevenção de possíveis problemas que podem ser percebidos em crianças durante o seu crescimento ósseo facial e durante o começo das trocas dos dentinhos de leite. Nessa ortodontia é comum usarmos aparelhos móveis.
A Ortodontia Interceptativa é uma ortodontia focada em "parar" a formação do problema. O ortodontista percebe que a criança ou adolescente está começando a desenvolver um problema e pode planejar uma forma de interceptar o problema para que ele não se instale por completo. Esses problemas podem ser de posicionamento de dentes e bases osseas,  problemas respiratórios e de posicionamento lingual ou labial inadequado. Nessa ortodontia podemos usar tanto aparelhos móveis como já é possível a instalação de aparelhos fixos na parte anterior do arco.
A Ortodontia Corretiva é a mais comumente vista e é aquela que foca na correção do problema já instalado. Geralmente fazemos ortodontia corretiva em adultos ou em adolescentes que já terminaram a curva de crescimento (16-18 anos). Com a maloclusão já instalada o ortodontista vai ter muito mais trabalho para reverter o problema. Muitas vezes é necessário usar algumas técnicas mais invasivas como procedimentos cirúrgicos extensos (Ex:cirurgia ortognática) ou até extrações de dentes para criação de um espaço para trabalho.
Nessa ortodontia usamos, na maioria das vezes, aparelhos fixos e ainda alguns aparelhos acessórios. Podemos também fazer uso de alinhadores transparentes em alguns casos mais simples. Esses alinhadores são estéticos e móveis, porém é necessário um investimento financeiro maior visto o benefício que é ser tratado com eles.

## Formação
O Especialista em Ortodontia, após sua graduação em Odontologia, para ter a especialização reconhecida e poder atuar com competência na área, deve cursar regularmente especialização lato sensu (especialização propriamente dita) e/ou stricto sensu (mestrado e doutorado), onde aprenderá sobre crescimento e desenvolvimento da face, anatomia facial, biogênese da oclusão, etiologia (causas) da má-oclusão, e tratamentos preventivo, interceptivo e corretivo.

## Ramos

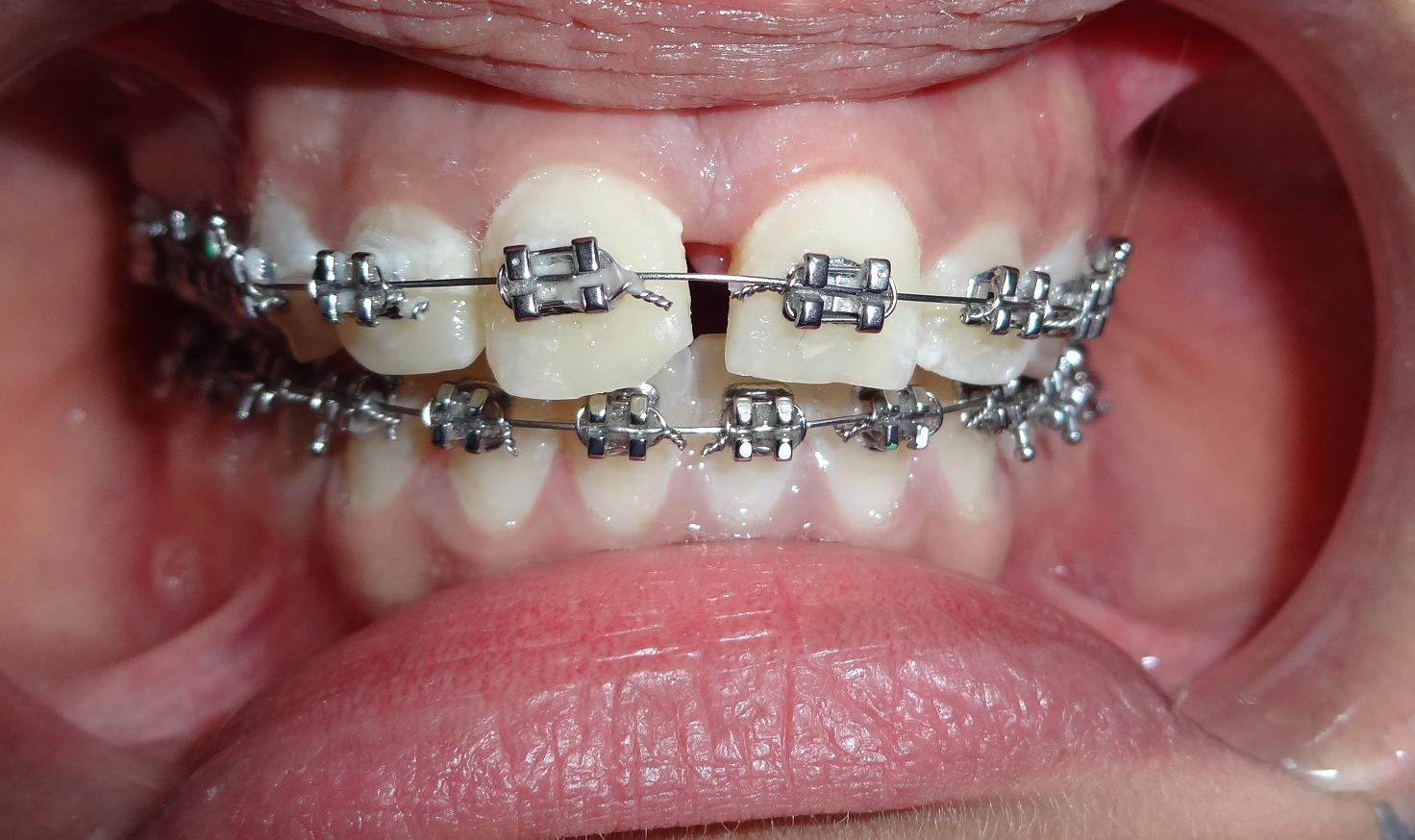
Aplicação de aparelho ortodôntico fixo.

A ortodontia pode ser dividida em ortodontia fixa (com braquetes e bandas coladas aos dentes) e removível (aparelhos removíveis). No adulto, quando as bases ósseas estão muito discrepantes, indica-se a cirurgia ortognática. Na criança em desenvolvimento estas discrepâncias podem ser tratadas com aparelhos fixos e em alguns casos com aparelhos ortopédicos.
Problemas ortodônticos mais brandos podem ser tratados por um cirurgião-dentista não-especialista ou mesmo por um odontopediatra, que devem ter o discernimento para encaminhar ao especialista se o caso for mais difícil.
A ortodontia sofre constantes mudanças, principalmente relacionadas ao tipo de material utilizado no tratamento ortodôntico. Além dos diversos tipos de aparelhos utilizados (fixo, removíveis, etc.), diversos materiais são empregados nas suas composições, tornando obrigatória a constante atualização do profissional desta área.